# Беннигсены
Беннигсены, Бенигсены, Беннингсены — старинный немецкий и русский дворянский род нижнесаксонского (Ганновер) происхождения.
Отделился, по всей вероятности, в конце XIII века от существующей до сих пор фамилии Иеннсен и принявший название построенного им замка Беннигсен. Его развалины сохранились при деревне Беннигсен района Ганновер в Нижней Саксонии. Старинные хроники впервые упоминают под 1311 г. о Беннигсенах, живших здесь в качестве вассалов графа Шаумбурга. Им давно принадлежали минденские, брауншвейгские и другие лены, из которых образовались и дворянские поместья Беннигсен и Фельксен. Во второй половине XVI века к последним присоединились дворянские поместья Бантельн, Гронау и Децум в епископстве гильдесгеймском. От сыновей Иоганна фон Беннигсен, умершего в 1618, произошли две существующие теперь линии этого дома: старшая, или Бантельн, и младшая, или Беннигсен.
В 1773 году принадлежавший к линии Бантельн подполковник ганноверской службы барон Левин-Август-Готлиб (по-русски Леонтий Леонтьевич) вступил в русскую военную службу; в 1813 году, состоя в чине генерала от кавалерии, пожалован в графское Российской империи достоинство. Потомки его записаны в 5 ч. родословной книги Новгородской губернии.
Его сын, граф Александр Левин, был ганноверским министром. Затем дворянское имение Беннигсен перешло к Рудольфу фон Беннигсен.
К младшей линии Беннигсен принадлежал саксонский генерал-лейтенант Густав Адольф фон Беннигсен, который во время войны за баварское наследство был начальником армии курфюрста саксонского в Богемии.

## Представители
барон Левин Фридрих Беннигсен (1700—1762)
- - барон Карл Леонтьевич Беннигсен
    - … ──> барон Рудольф фон Беннигсен (1824—1902)

  - граф Леонтий Леонтьевич (Левин Август; 1745—1826)
    - граф Адам Леонтьевич (1776—1817)
      - граф Карл Адамович (1810—1861)
        - граф Иосиф Карлович Беннигсен (1856—после 1917)
          - граф Владимир Иосифович Беннигсен (1900—1921)
          - граф Николай Иосифович Беннигсен (1901—1956)
          - граф Юрий Иосифович Беннигсен (1903—1921)

      -  граф Александр Адамович Беннигсен (1812—1848)
        - граф Павел Александрович Беннигсен (1845—1919) OO Александра Карловна фон Мекк (1850—1920)
          - граф Эммануил Павлович (1875—1955)
          - граф Георгий Павлович Беннигсен (1876—1962) — генеральный секретарь Общества помощи русским беженцам
            - граф Леонтий Георгиевич Беннигсен (1903—1984)

          - граф Леонтий Павлович Беннигсен (1881—1905) Погиб в бою при Цусиме на броненосце «Бородино»
          - граф Адам Павлович (1882—1946)
            - граф Александр Адамович (1913—1988)
              - граф Пётр Александрович Беннигсен (род. 1950)

    - граф Александр Леонтьевич (1809—1893)